# Prästgården, Bromma

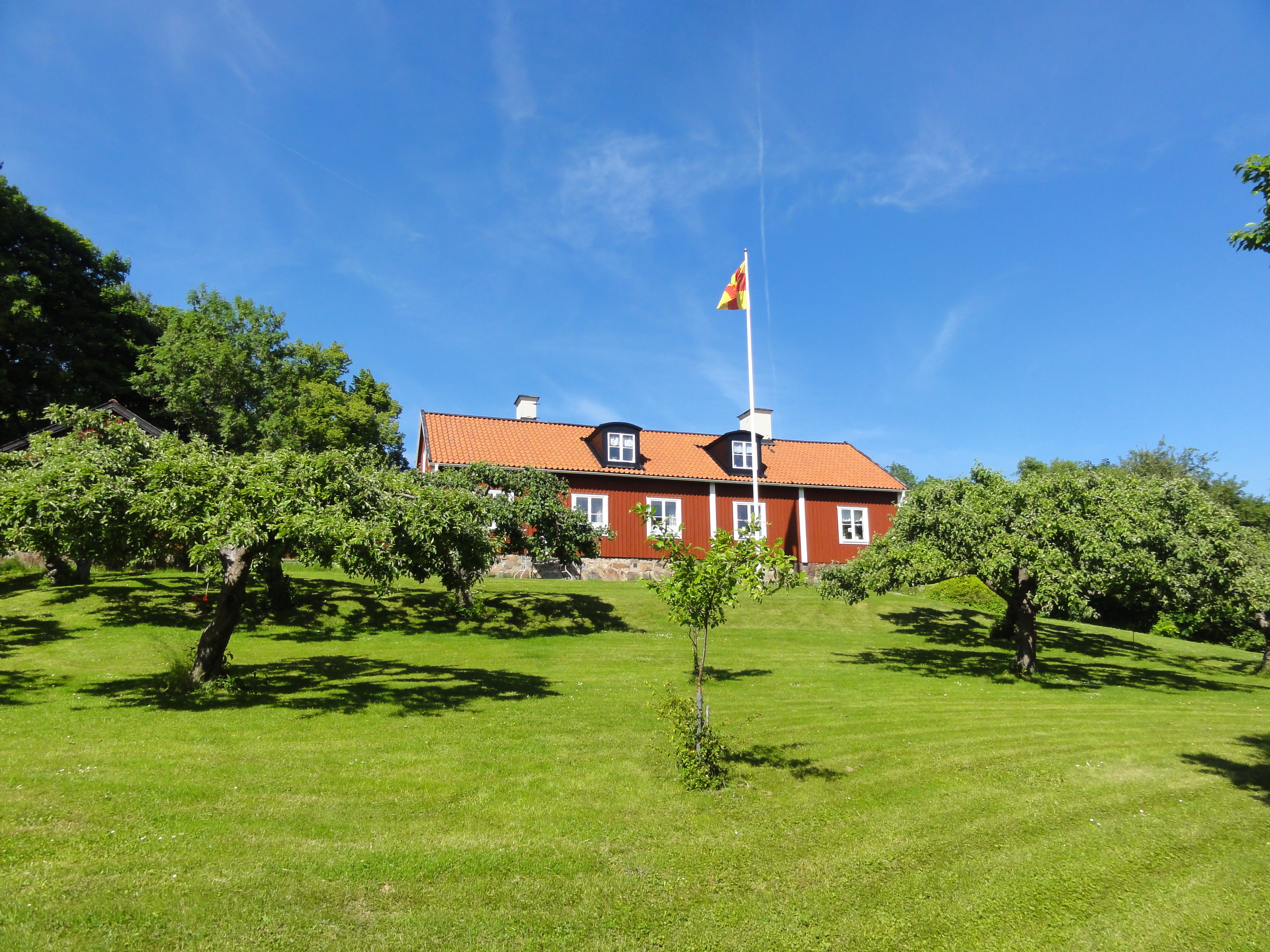
Prästgården i juni 2012

Prästgården, Bromma är en prästgård i Bromma församling som ligger vid Bromma kyrka i stadsdelen Bromma Kyrka väster om Stockholm. Prästgården, Klockargården och Bromma kyrkskola eller Kyrkskolan var alla byggda under 1800-talet. Prästgårdsflygeln, den röda stugan öster om prästgården, från 1600-talet användes fram till 1850 som kyrkoherdebostad, och kallas idag Sockenstugan. En tiondelada, Tiondeladan, Bromma kyrka, där prästen kunde samla Bromma-böndernas naturaskatter finns också på prästgårdstomten. Den nuvarande prästgården ligger i vinkel med den gamla prästgården, alltså Sockenstugan. På andra sidan prästgården ligger tiondeladan, också den i vinkel. Nya prästgården vid Bromma kyrka byggdes 1848-1850. 

## Den äldsta prästgården, nuvarande Sockenstugan

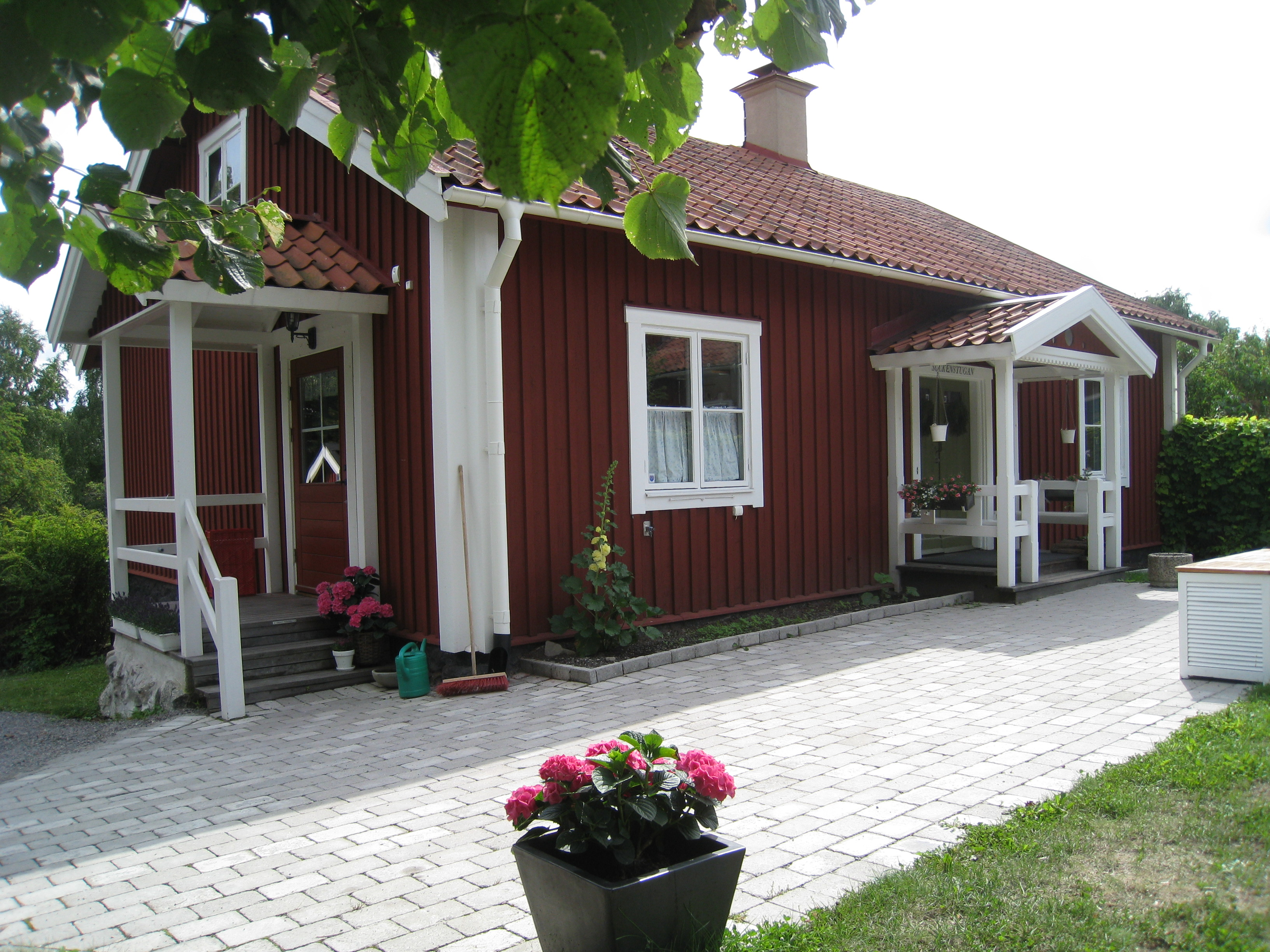
Sockenstugan, Bromma, även kallad Prästgårdsflygeln, är inrymd i den gamla prästgården (den äldsta prästgårdsbyggnaden), som uppfördes på 1600-talet.

Den äldsta bevarade prästgården i Bromma ligger idag som en östlig flygel (därför ibland även kallad Prästgårdsflygeln) till den nuvarande prästgården vid Bromma kyrka. Mitt emot prästgården ligger den gamla fattigstugan från 1600-talet. Flygeln (Prästgårdsflygeln) öster om prästgården är en röd stuga, som troligen är uppförd på 1600-talet även den och är därför ett av Stockholms äldsta trähus. Huset kallades ofta för Sockenstugan därför att den stora salen ibland användes för sockenstämmorna. Förr fanns här också prästens expedition. En sockenstuga var den historiska byggnad där stämma kunde hållas i en socken, eller andra slags möten, till exempel kyrkostämma. När den nya prästgården blev färdig år 1850 användes Sockenstugan bland annat till skollokal samt bostad för gårdsfolket. Den äldsta prästgården, som idag är Sockenstugan, genomgick en genomgripande restaurering år 1964 under ledning av arkitekt Ragnar Hjorth (1887-1971). De tre rummen fick då olika tidsprägel. Ett av rummen fick inredning med 1600-talsstil, ett annat rum har gustavianska möbler och det tredje rummet inreddes i nyrokokostil från sent 1800-tal. Vid en ny renovering 1996 togs de tidstypiska möblerna bort. Idag används Sockenstugan som samlingslokal för kyrkans verksamhet.

## Prästgården vid Bromma kyrka

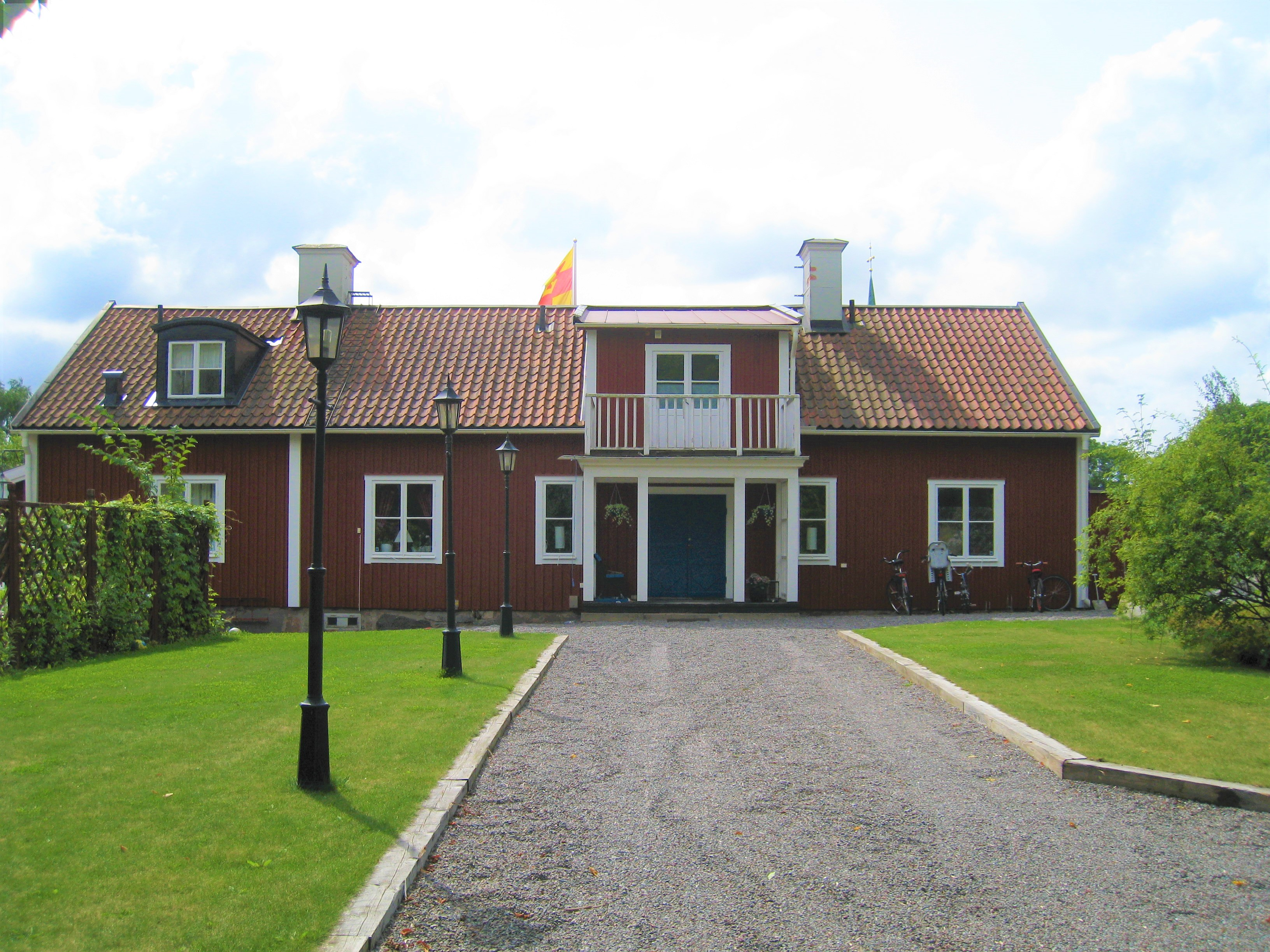
Prästgården vid Bromma kyrka var färdigbyggd 1850, bilden visar vy från gårdssidan.

Bromma blev eget pastorat 1847 och Per Abraham Printz utsågs till Bromma sockens förste kyrkoherde. Tidigare hade församlingen tilldelats en kyrkoherde som prebende, vilket var ett slags lönetillägg. Samtidigt beslöt man att bygga en ny prästgård på den vackra sluttningen ovanför kyrkan. Den gamla prästgården, som numera är den så kallade Sockenstugan, ansågs både för liten och för dålig för den nye kyrkoherden.
Den nya prästgården vid Bromma kyrka var färdigbyggd 1850. När senare, 1914, ytterligare en ny prästgård kom till nära Ulvsunda slott, Ulvsunda prästgård, som fungerade som prästboställe för Brommas präster åren 1914-1971, användes prästgården vid kyrkan bland annat som klockarbostad och skollokal. Klockaren Gustav Videfors hade huvudsakligen sin verksamhet i Bromma kyrkskola, den gamla kyrkskolan, som är Stockholms minsta och äldsta skola, där han var folkskollärare. Den skolan blev sedermera Norra Ängby folkskola. Småskolan vid Bromma kyrkskola, årskurs 1 och 2, höll till i Prästgården och storskolan, årskurs 3, 4, 5 och 6, höll till Kyrkskolans tre klassrum. Under mer än tjugo år innehade Videfors tjänsten som klockare vid Bromma kyrka, där han även var organist. Denna prästgård upprustades i samband med församlingens delning 1955 och återfick sin ursprungliga funktion i och med att kyrkoherde Bengt Collste flyttade in.
Senare på 1800-talet föredrog dock församlingens präster att bo på andra platser, såsom i Sundbyberg, som låg mindre isolerat. Kyrkoherde i Bromma blev år 1887 en lärd herre, teologie doktorn Helge Donatius Jansson. Han var en kraftkarl och ledande nykterhetskämpe som kom att spela en stor roll i det så kallade "brännvinskriget". Han bosatte sig i Sundbyberg, men avböjde Anders Petter Löfströms erbjudande om att bekosta en prästgård i Sundbyberg. Löfström var Sundbybergs grundläggare. Helge Donatius Jansson lämnade sin tjänst 1898 för att bli kyrkoherde i Bollnäs och då gick också luften ur nykterhetskampen i Sundbyberg, han efterträddes av H.F. Lundberg som flyttade in i Bromma prästgård, men senare bodde även han i Sundbyberg. I oktober 1907 hölls en kyrkostämma i gamla kapellet som beslutade om skilsmässa mellan Bromma och Sundbybergs församlingar.

## Prästgården vid Ulvsunda slott

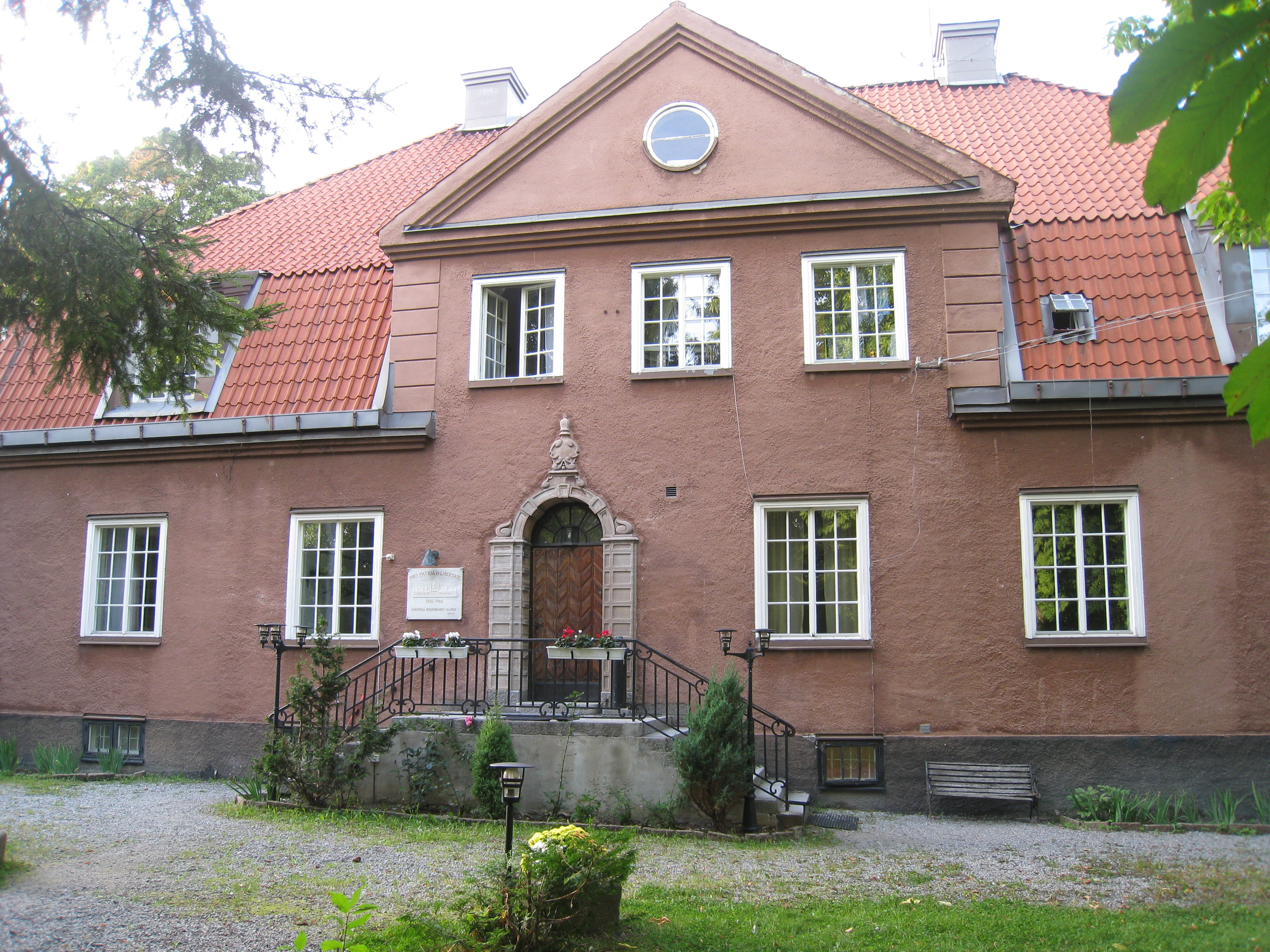
Gamla Ulvsunda prästgård på Lövåsvägen 12 i kvarteret Prästgården söder om Ulvsunda slott. Idag används huset av Ungerska Riksföreningen (UR) och heter Ungerska huset.

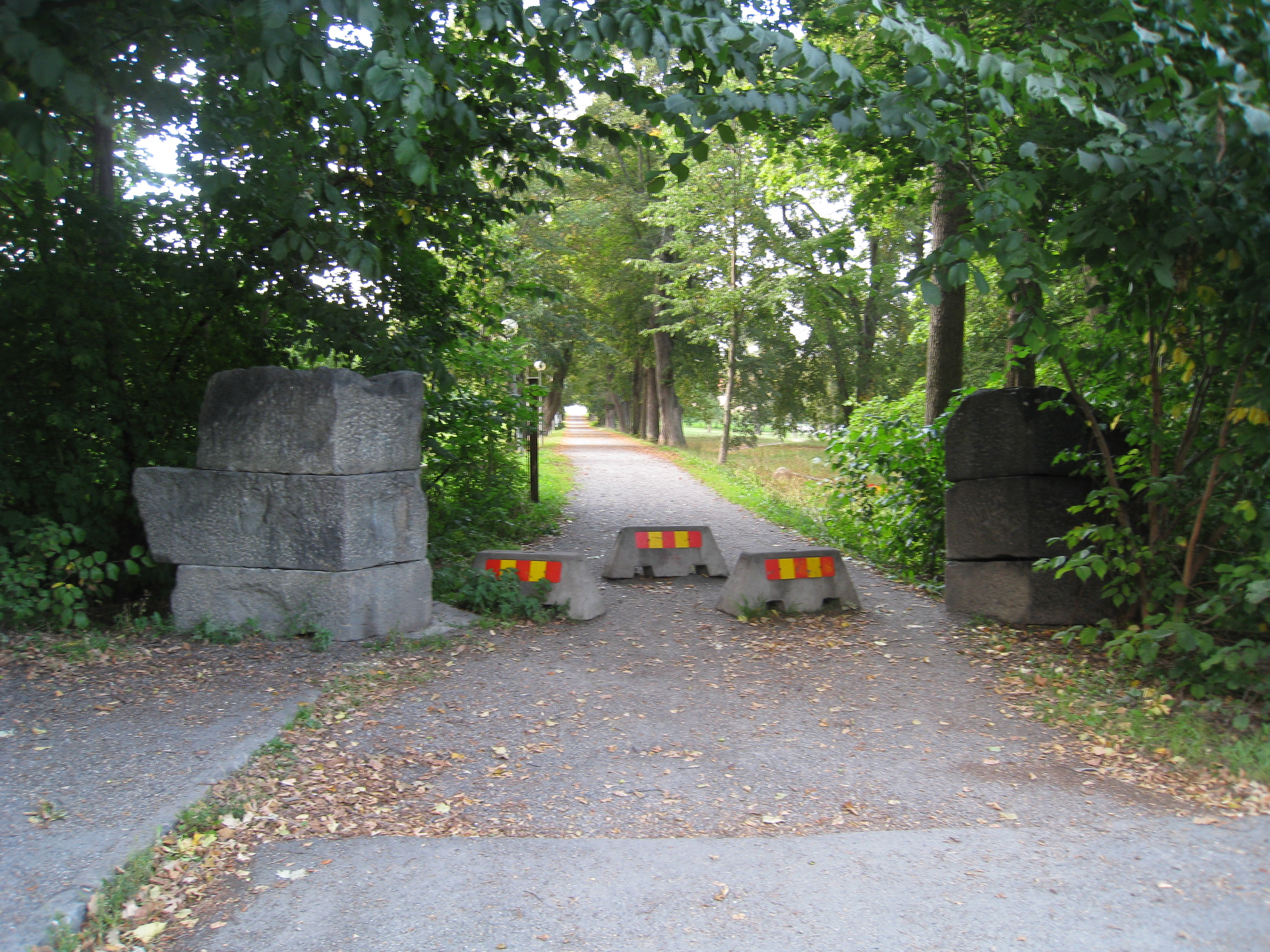
Ulvsunda slotts grindstolpar från 1700-talet markerade infarten till slottet från Margretelunds gård och Johannelunds gård genom allén till Ulvsunda slott. De är flyttade till slottsinfarten vid Boställevägen invid gamla Ulvsunda prästgård och ligger vid norra änden av Ulvsunda Slottsväg.

Åren 1912-1914 byggdes den nya prästgården för Bromma församlings präster vid Ulvsunda slott i korsningen Ulvsundavägen-Lövåsvägen. Byggnaden invigdes 1914. Den nya prästgården i Ulvsunda låg söder om Ulvsunda slott, mellan Ulvsunda slottspark och grönområdet kring Lillsjön. År 1914 drogs spårvagnslinje nummer 13 (Ulvsundabanan), en gren av den så kallade Brommabanan, ut till Ulvsunda via pontonbron över Tranebergssund (senare Tranebergsbron). Hållplatserna var "Ulvsundavägen", "Prästgården" och "Ulvsunda" med slutstation vid Lillsjöplan, där en spårvagnshall anlades. Spårvagnshållplatsen vid Bielkevägen hette Prästgården. En spårvägskiosk uppfördes 1927. Bageriet mittemot hette Prästgårdsbageriet, senare var det Konditori Repris. 1914 drogs elektricitet ut till området och en understation, (Lillsjöstationen, med tillhörande bostadshus) byggdes vid Lövåsvägen efter ritningar av arkitekt Gustaf de Frumerie. Upplåtelsen av tomträtterna gick dock trögt i början, men takten ökade efter första världskriget.
Vid Ulvsunda grindstuga från 1700-talet finns två magnifika grindstolpar, som markerade infarten från Margretelund och Johannelund genom allén till Ulvsunda slott. Grindstolparna finns kvar men flyttades till slottsinfarten vid Boställsvägen, invid gamla Ulvsunda prästgård. Numera är huset föreningslokal, här finns idag Magyar Ház, Ungerska huset. Den 26 mars 2002 invigdes gruppbostäder för förståndshandikappade vuxna i ett nytt fint hus mellan Ungerska huset och Ulvsundavägen.
Ulvsunda prästgård användes som prästgård 1914-1971. Den heter idag Ulvsunda prästgård, men före församlingsdelningen 1955 hette prästgården Bromma prästgård. Den hette Ulvsunda prästgård, för att den låg i Ulvsunda, men det var Bromma församlings prästgård. Den gamla prästgården invid Bromma medeltida kyrka övergavs av kyrkoherden redan på 1890-talet och återfick inte sin forna glans förrän 1955. Ulvsunda prästgård låg i en stor park med många fruktträd, bärbuskar och sköna gräsmattor. Runt huset fanns stora väldiga trädkronor av almar och askar. Prästgården, som ligger söder om Ulvsunda slott, byggdes på Boställsvägen, som ligger norr om prästgården, och med Lövåsvägen i söder. Huset fungerade som boställe för Brommas präster fram till 1971, en tid hade man här pastorsexpedition och vigselrum. De tre prästgårdsinnehavarna var kyrkoherdarna Theodor Svensson (åren 1914-1939), Fritz Holmgren (åren 1939-1959) och Harry Arvidson (åren 1959-1971). Prästgården såldes till Stockholms kommun 1971. Kyrkoherdebostaden placerades i Ålsten, och Ulvsunda prästgårdshistoria var slut.